# Macrophiothrix striolata
Macrophiothrix striolata is een slangster uit de familie Ophiotrichidae.
De wetenschappelijke naam van de soort werd in 1868 gepubliceerd door Adolph Eduard Grube.